# Eduardo Aldán
Eduardo Gutiérrez Antón (Portugalete, 28 de junio de 1973), conocido como Eduardo Aldan, es un humorista, actor y presentador de televisión español.

## Trayectoria
Comenzó a trabajar en televisión como mago en Disney Channel España, y pasó a trabajar en Globomedia como guionista en El club de la comedia escribiendo monólogos para otros primero, e interpretándolos el mismo después. 
A raíz de su trabajo en ese programa, Aldán comenzó a trabajar en otros proyectos teatrales de la misma compañía como la obra 5hombres.com (2003).
En 2002 pasa a ser uno de los presentadores del programa juvenil de Antena 3 Desesperado Club Social y realiza algunos cameos como actor en otras series. De ahí pasa a trabajar en TVE como uno de los artistas de reparto en el programa Un, dos, tres... a leer esta vez, realizado en 2004.
En 2005 se convierte en uno de los 3 presentadores de Caiga quien caiga en su regreso a la programación de Telecinco junto con Manel Fuentes (presentador principal) y Arturo Valls, aunque solo permaneció en el programa la primera temporada. 
De ahí pasa a realizar un papel en la telenovela de TVE Obsesión interpretando a "Sergio", y presenta 2 programas en televisiones de carácter local: Sálvese quien pueda en la catalana City TV, y la versión de Lingo para las cadenas de Punto TV. 
Durante esa época hace actuaciones teatrales y crea su propia compañía, llamada Aldán Company.
En 2008 fue copresentador, junto con Nuria Roca, de la primera edición del programa de Cuatro Tienes talento, siendo la persona que desde bambalinas animaba a los concursantes o a sus familiares antes, durante y después de cada actuación.
Desde 2005 realiza actuaciones teatrales como monologuista en la obra Espinete no existe, en la Gran Vía de Madrid.
En 2015 regresó a Cuatro como director del programa de humor Sopa de gansos, copresentado por Florentino Fernández y Dani Martínez.
En 2016 en La 1 estrena el programa Espinete no existe basado en su show donde recuerda, desde el humor y la nostalgia, la historia de TVE y la infancia de los espectadores.